# العلاقات الجزائرية السويدية
العلاقات الجزائرية السويدية هي العلاقات الثنائية التي تجمع بين الجزائر والسويد.

## مقارنة بين البلدين
هذه مقارنة عامة ومرجعية للدولتين:
| وجه المقارنة                                              | الجزائر                      | السويد                                                                               |
| --------------------------------------------------------- | ---------------------------- | ------------------------------------------------------------------------------------ |
| المساحة (كم2)                                             | 2.38 مليون                   | 450.30 ألف                                                                           |
| عدد السكان (نسمة)                                         | 38.81 مليون                  | 10.16 مليون                                                                          |
| الكثافة السكانية (ن./كم²)                                 | 16.31                        | 22.56                                                                                |
| العاصمة                                                   | الجزائر                      | ستوكهولم                                                                             |
| اللغة الرسمية                                             | اللغة العربية، لغات أمازيغية | اللغة السويدية، لغات السامي، اللغة الفنلندية، منكيلي، اللغة الرومنية، اللغة اليديشية |
| العملة                                                    | دينار جزائري                 | كرونة سويدية                                                                         |
| الناتج المحلي الإجمالي (بليون دولار)                      | 170.37 مليار                 | 538.04 مليار                                                                         |
| الناتج المحلي الإجمالي (تعادل القوة الشرائية) بليون دولار | 582.63 مليار                 | 469.01 مليار                                                                         |
| الناتج المحلي الإجمالي الاسمي للفرد دولار أمريكي          | 4.21 ألف                     | 50.58 ألف                                                                            |
| الناتج المحلي الإجمالي للفرد دولار أمريكي                 | 14.19 ألف                    | 45.30 ألف                                                                            |
| مؤشر التنمية البشرية                                      | 0.745                        | 0.907                                                                                |
| رمز المكالمات الدولي                                      | +213                         | +46                                                                                  |
| رمز الإنترنت                                              | .dz                          | .se                                                                                  |
| المنطقة الزمنية                                           | ت ع م+01:00                  | توقيت وسط أوروبا، ت ع م+01:00، ت ع م+02:00، أوروبا/ستوكهولم ‏                         |

## منظمات دولية مشتركة
يشترك البلدان في عضوية مجموعة من المنظمات الدولية، منها:
| علم المنظمة | اسم المنظمة                               | تاريخ انضمام الجزائر | تاريخ انضمام السويد |
| ----------- | ----------------------------------------- | -------------------- | ------------------- |
|             | مؤسسة التنمية الدولية                     | 26 سبتمبر 1963       | 24 سبتمبر 1960      |
|             | يونسكو                                    | 15 أكتوبر 1962       | 23 يناير 1950       |
|             | وكالة ضمان الاستثمار متعدد الأطراف        | 4 يونيو 1996         | 12 أبريل 1988       |
|             | الأمم المتحدة                             | 8 أكتوبر 1962        | 19 نوفمبر 1946      |
|             | الفريق المعني برصد الأرض                  | 2005                 | ?                   |
|             | الاتحاد البريدي العالمي                   | ?                    | ?                   |
|             | البنك الدولي للإنشاء والتعمير             | 26 سبتمبر 1963       | 31 أغسطس 1951       |
|             | المنظمة الهيدروغرافية الدولية             | ?                    | ?                   |
|             | الاتحاد الدولي للاتصالات                  | 3 مايو 1963          | 1866                |
|             | منظمة حظر الأسلحة الكيميائية              | ?                    | ?                   |
|             | مؤسسة التمويل الدولية                     | 23 سبتمبر 1990       | 20 يوليو 1956       |
|             | المركز الدولي لتسوية المنازعات الاستشارية | 22 مارس 1996         | 28 يناير 1967       |
|             | منظمة التجارة العالمية                    | ?                    | 1995                |
|             | منظمة الشرطة الجنائية الدولية             | ?                    | ?                   |
|             | البنك الإفريقي للتنمية                    | ?                    | ?                   |

## أعلام
هذه قائمة لبعض الشخصيات التي تربطها علاقات بالبلدين:
- مالك بن جلول (14 سبتمبر 1977[20][21] – 13 مايو 2014[20][21])
- مهدي محمد غزالي (5 يوليو 1979 – )
- هارالد إيدلستام (دبلوماسي سويدي، 17 مارس 1913[22] – 16 أبريل 1989[22])

## وصلات خارجية
- موقع وزارة الخارجية الجزائرية
- موقع وزارة الخارجية السويدية